# Mitothemma striata
Mitothemma striata là một loài bướm đêm trong họ Noctuidae.